# راز (کتاب)
راز (به انگلیسی: The Secret) عنوان کتاب خودیاری است که در سال ۲۰۰۶ توسط راندا برن نوشته شده‌است که بر اساس فیلم قبلی به همین نام ساخته شده‌است. این کتاب بر اساس باور قانون جذب شبه علمی است که ادعا می کند فکر به تنهایی می‌تواند بر شرایط عینی زندگی فرد تأثیر بگذارد.‌ این کتاب انرژی را به عنوان تضمین اثربخشی آن عنوان می‌کند. این کتاب ۳۰ میلیون نسخه در سراسر جهان فروخته و به ۵۰ زبان ترجمه شده‌است. ادعاهای علمی ارائه شده در این کتاب توسط طیفی از منتقدان رد شده‌است، آنها استدلال می‌کنند که کتاب هیچ پایه علمی ندارد.

## دربارهٔ کتاب
این کتاب براساس فیلمی به همین نام نوشته شده‌است؛ و مبتنی بر باور شبه علمی قانون جذب است و مدعی ست که افکار می‌تواند مستقیماً دنیای خارج را تغییر دهد. به این اثر نقدهای فراوانی شده‌است.

## حاشیه
این کتاب به ۴۴ زبان ترجمه شده و ۲۱ میلیون کپی آن فروش رفته‌است. جنجال‌های زیادی پیرامون آن وجود دارد و در برنامه‌های متعدد تلویزیونی دربارهٔ آن صحبت شده‌است. فیلمی نیز، به همین نام، ساخته شده‌است.

## نقدها به کتاب
الیزابت اسکات در نقد این کتاب می‌نویسد: گرچه این کتاب می‌تواند خوشبینی و امکان تغییر را در افراد زنده کند، ولی مثلاً این ادعا که «ما خودمان مشکلات را برای خودمان می‌سازیم» نمی‌تواند توضیح دهد که وقتی کسی در فقر شدید متولد می‌شود، چگونه او خود خالق این شرایط برای خویش بوده‌است؟ او همچنین بیان می‌دارد که قانون جذب از نظر علمی ثابت نشده‌است.
همچنین ادعاهای علمی این کتاب، به ویژه دربارهٔ فیزیک کوانتم، توسط دانشمندان مختلف مانند کریستوفر چابریس و دانیل سایمونز و نیز فیزیکدانِ دانشگاه هاروارد لیسا رندل رد شده‌است. ماری کارمیشل و بِن رادفورد نیز بیان داشته‌اند که «راز» فاقد هرگونه پایه علمی است.
در کتاب راز آمده: فکر و ذهن انسان دنیای اطراف او را شکل می‌دهد و نقش مقتدرانه و بسزایی در آفرینش دنیا دارد. [خلق یا خلقت (create)) شکل‌دهی زندگی] و در دیگر جای از کتاب، دارد: هر طور احساس(fed)) کنید، همان را دریافت و نصیب خود می‌کنید، نه آنچه را که درباره‌اش فکر می‌کنید. و این تفاوت داشتن حاکی از ضعف در تبیین مسئله هست.